# Illustration de couverture
Pour les articles homonymes, voir Artwork (homonymie).

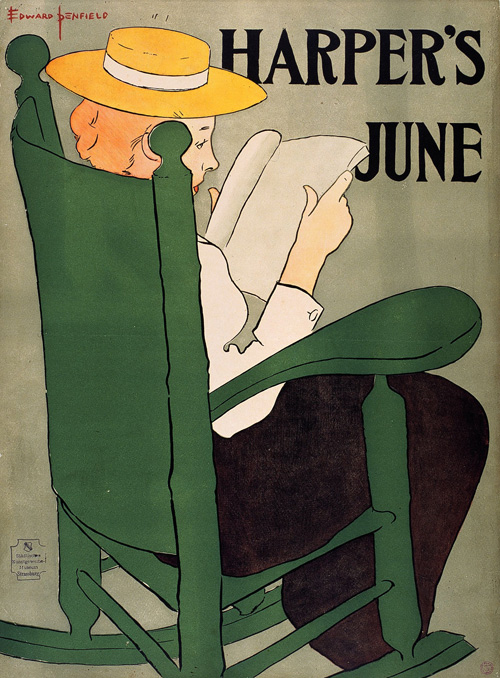
Couverture du Harper's Magazine, par Edward Penfield, juin 1896.

L'illustration de couverture (en anglais : artwork ou cover art) est une création artistique destinés à mettre en valeur un produit de type culturel, tel qu'un livre ou un magazine. Il s'agit principalement du travail d'illustration et de graphisme, de la conception du packaging, de la photographie éventuelle, de la mise en page, etc.

## Pochette d'album
Une pochette d'album est une illustration créée pour un album. Parmi les pochettes d'albums notables, on peut citer The Dark Side of the Moon de Pink Floyd, In the Court of the Crimson King de King Crimson, My Beautiful Dark Twisted Fantasy de Kanye West,, Sgt. Pepper's Lonely Hearts Club Band des Beatles, et Abbey Road et leur « White Album » éponyme, entre autres. La pochette d'un album peut être créée par le musicien lui-même, comme dans le cas de Clouds de Joni Mitchell, ou par un musicien associé, comme Bob Dylan pour la pochette de Music from Big Pink, by the Band, le premier album du groupe d'accompagnement de Bob Dylan.
Parmi les artistes connus pour leurs pochettes d'album, on peut citer Alex Steinweiss, pionnier de la pochette d'album, Roger Dean et le studio Hipgnosis. Certaines pochettes d'album peuvent susciter la polémique en raison de la nudité (par exemple, Unfinished Music No. 1 : Two Virgins de John Lennon et Yoko Ono), de l'offense faite aux églises, aux marques commerciales ou autres. De nombreux ouvrages sont publiés sur les pochettes d'album, en particulier les pochettes d'album de rock et de jazz,,. Steinweiss était un directeur artistique et un concepteur graphique qui a introduit des illustrations personnalisées sur les pochettes d'album et a inventé le premier emballage pour les disques à longue durée de vie.
Les premières illustrations d'albums de Joanne Gair, telles que la pochette de l'album Eat 'Em and Smile de David Lee Roth en 1986, ont contribué à lancer sa carrière. 

## Couverture de livre
L'art de la couverture de livre a fait l'objet d'ouvrages. De nombreux artistes se sont fait connaître pour leurs couvertures de livres, notamment Richard M. Powers et Chip Kidd. Dans l'une des couvertures de livre les plus reconnaissables de la littérature américaine, deux yeux féminins tristes (et des lèvres rouge vif) à la dérive dans le bleu profond d'un ciel nocturne, planent de manière inquiétante au-dessus d'une ligne d'horizon qui brille comme une fête foraine. Évocatrice de tristesse et d'excès, cette image obsédante est devenue si inextricablement liée à Gatsby le Magnifique qu'elle orne toujours la couverture du livre de F. Scott Fitzgerald, 90 ans après sa parution. L'image emblématique de la couverture a été créée par l'artiste espagnol Francis Cugat. Toutefois, à l'occasion de la sortie d'un grand film hollywoodien, certaines éditions du livre ont abandonné la couverture classique au profit d'une couverture plus proche du film.

## Galerie

### Ouvrages

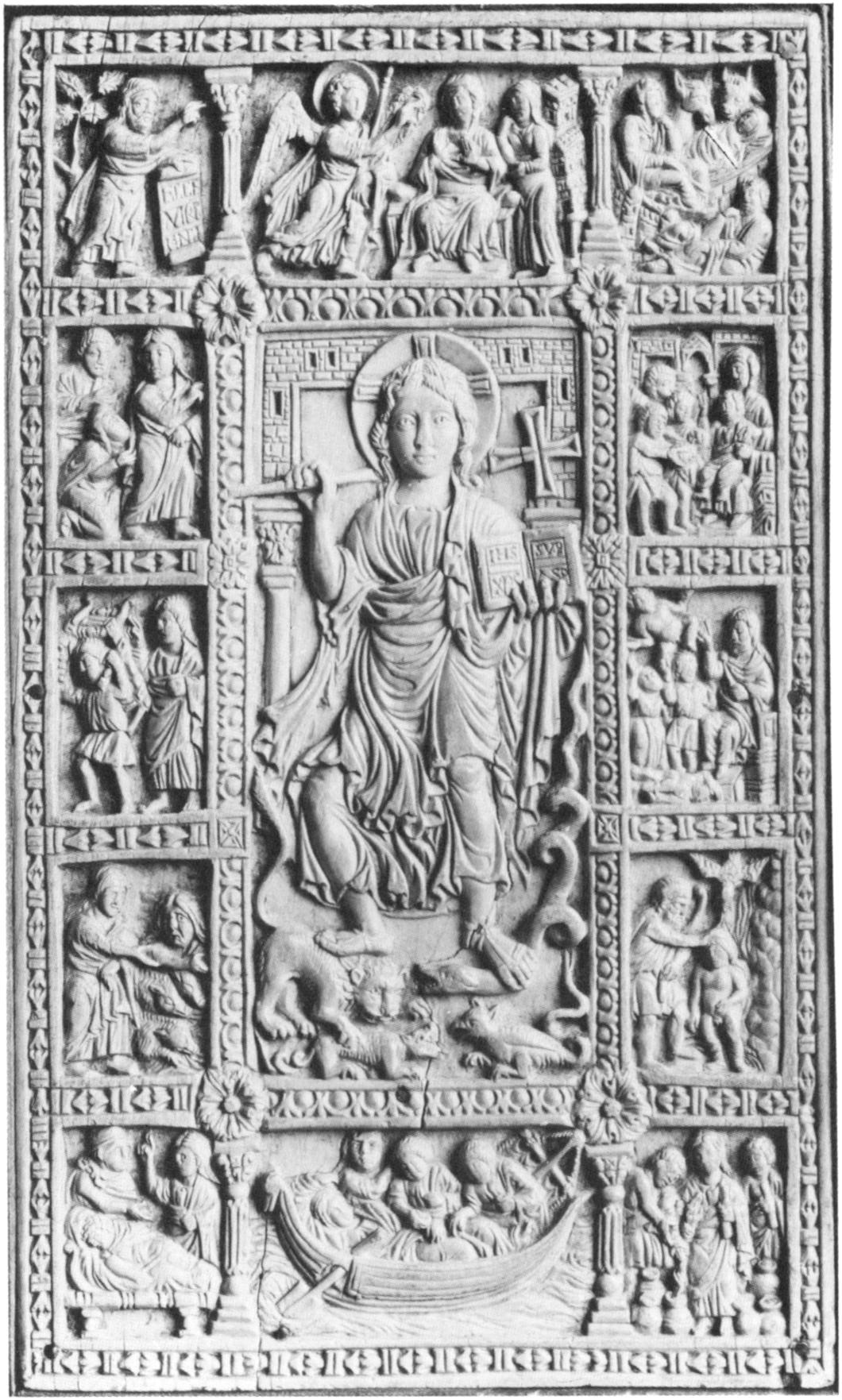
Première de couverture avec des scènes sur la vie du Christ, c. 800 AD
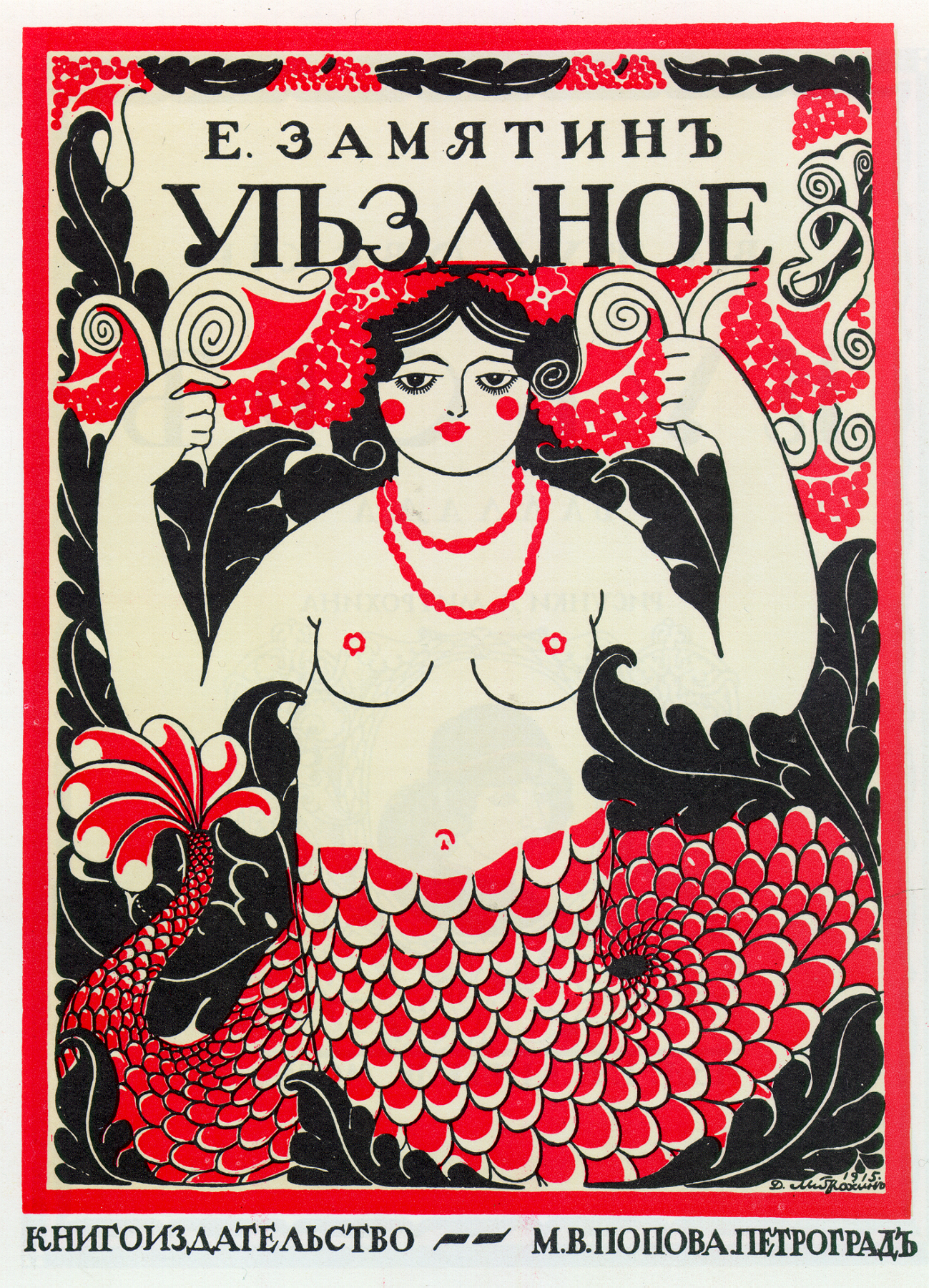
Uezdnoe, de Yevgeny Zamyatin, 1916.
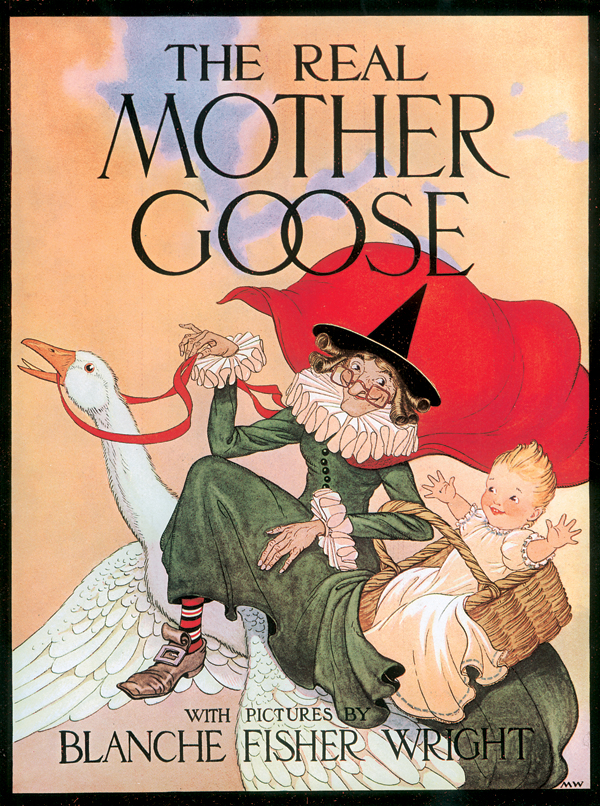
The Real Mother Goose, Blanche Fisher Wright, illustrateur, 1916.
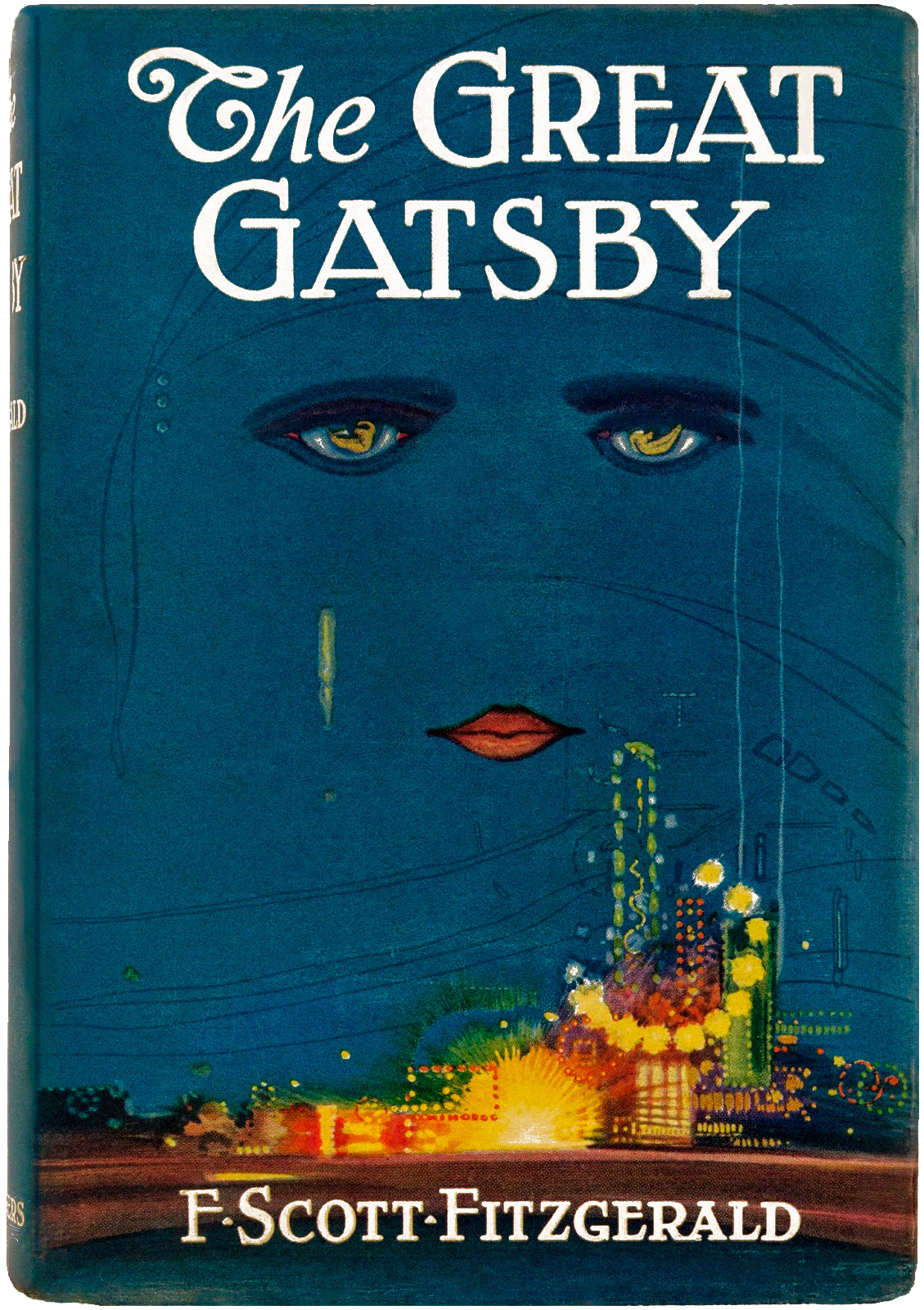
Gatsby le Magnifique de F. Scott Fitzgerald.

### Journaux, magazines etcomic books

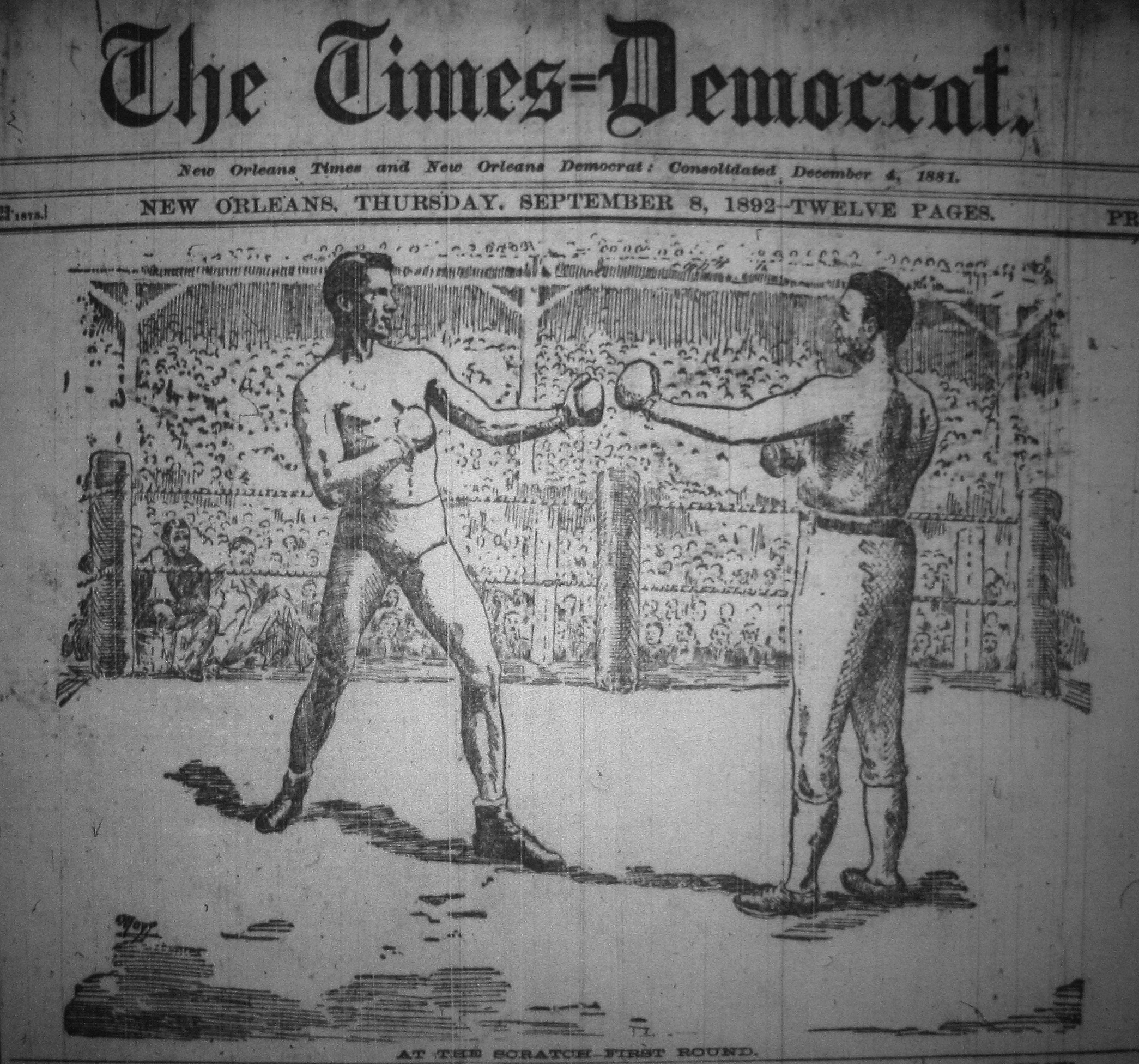
Gentleman Jim Corbett et John L. Sullivan à l'Olympic Club, La Nouvelle-Orléans, The Times-Democrat, 8 septembre 1892.
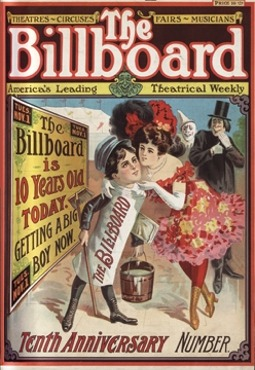
Édition spéciale 10 ans du magazine Billboard, 1904.
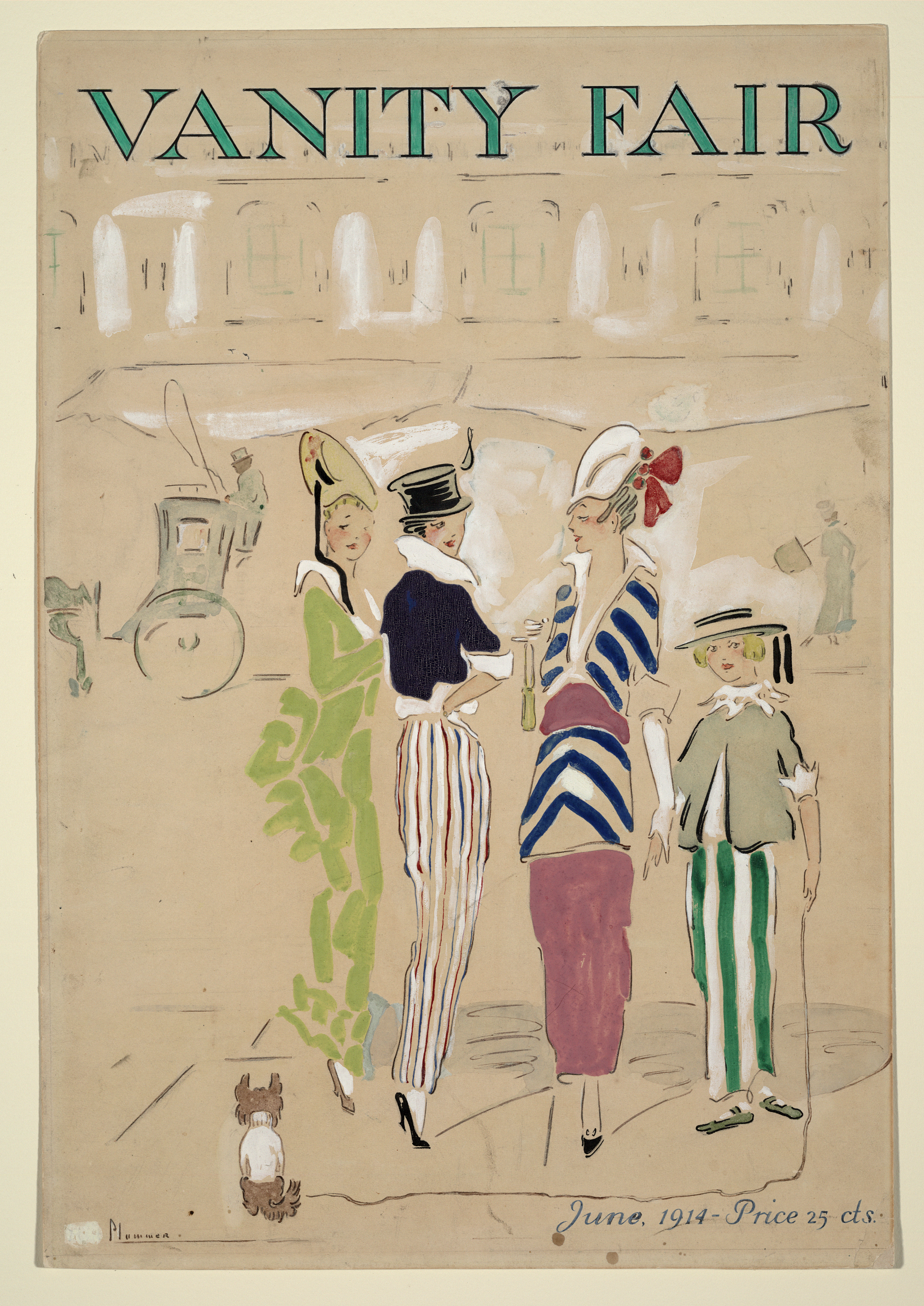
Vanity Fair, juin 1914
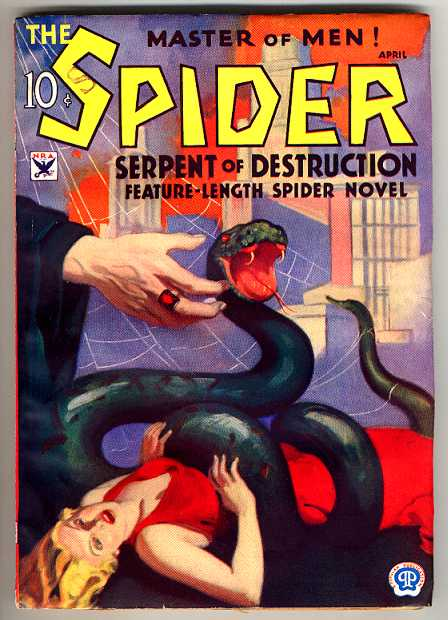
Couverture de Spider vol. 2, no. 3, avril 1934.

### Albums

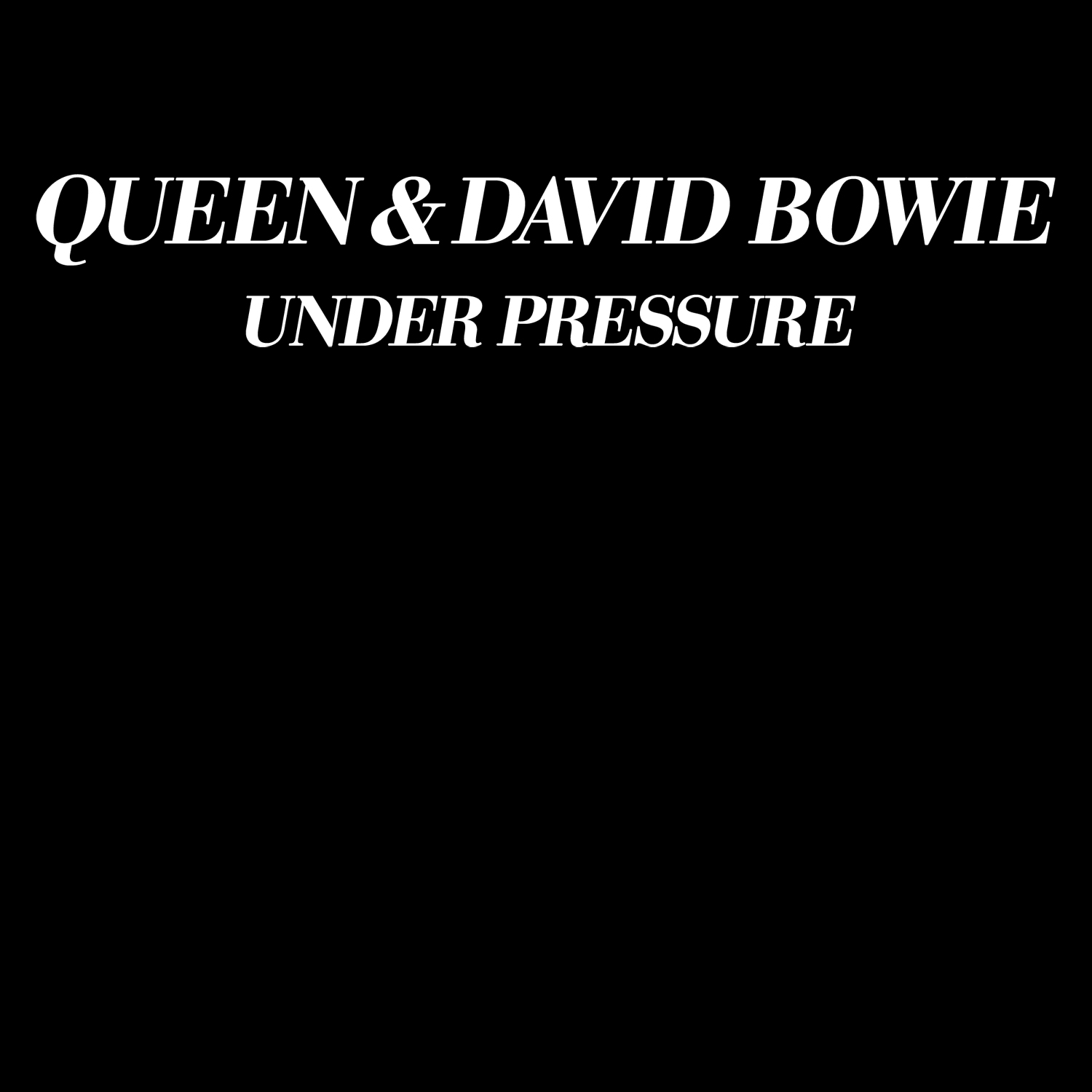
Couverture du single Under Pressure de Queen et David Bowie, 1981.
Couverture de l'album éponyme de Beyoncé, 2013.
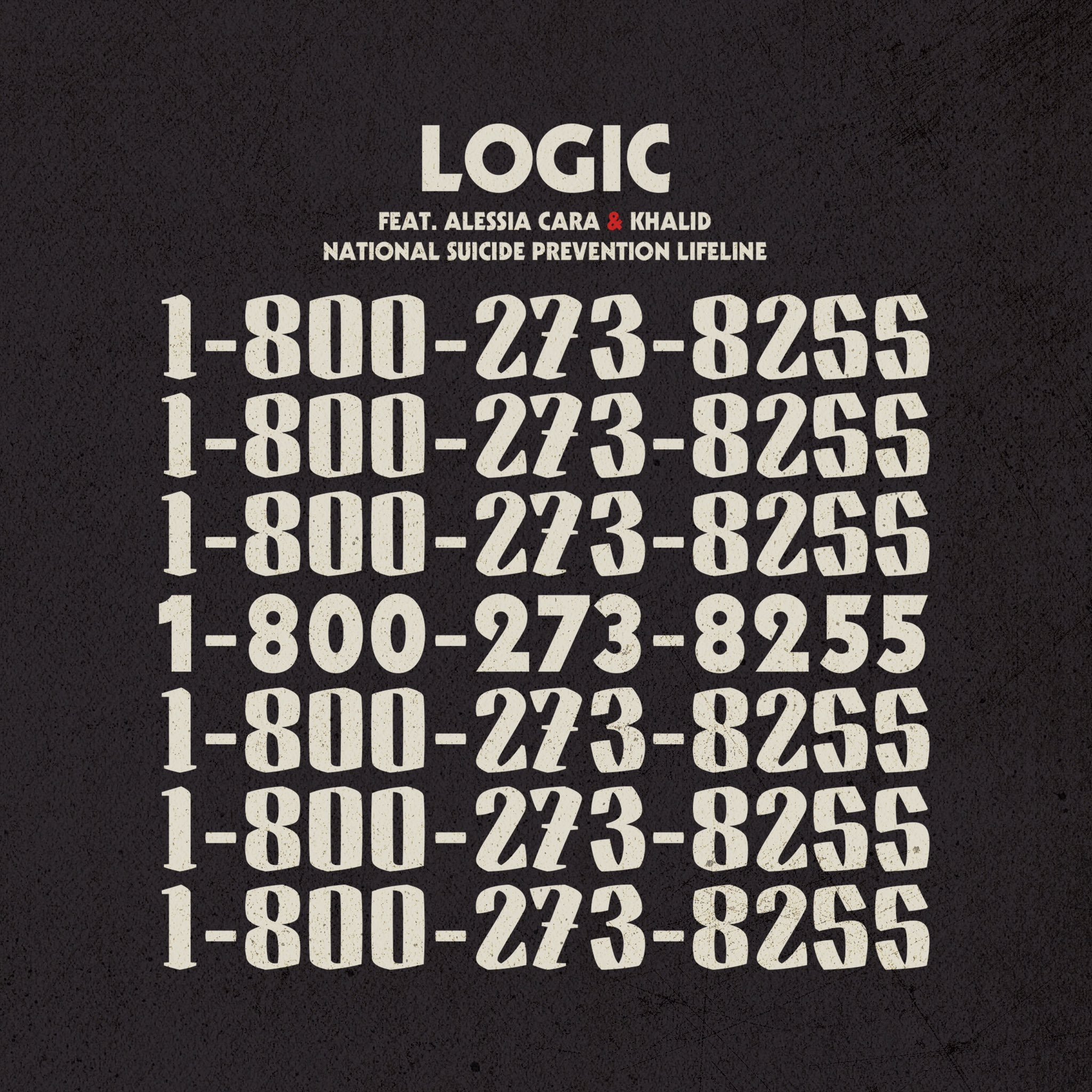
Couverture du single 1-800-273-8255 de Logic, 2017.
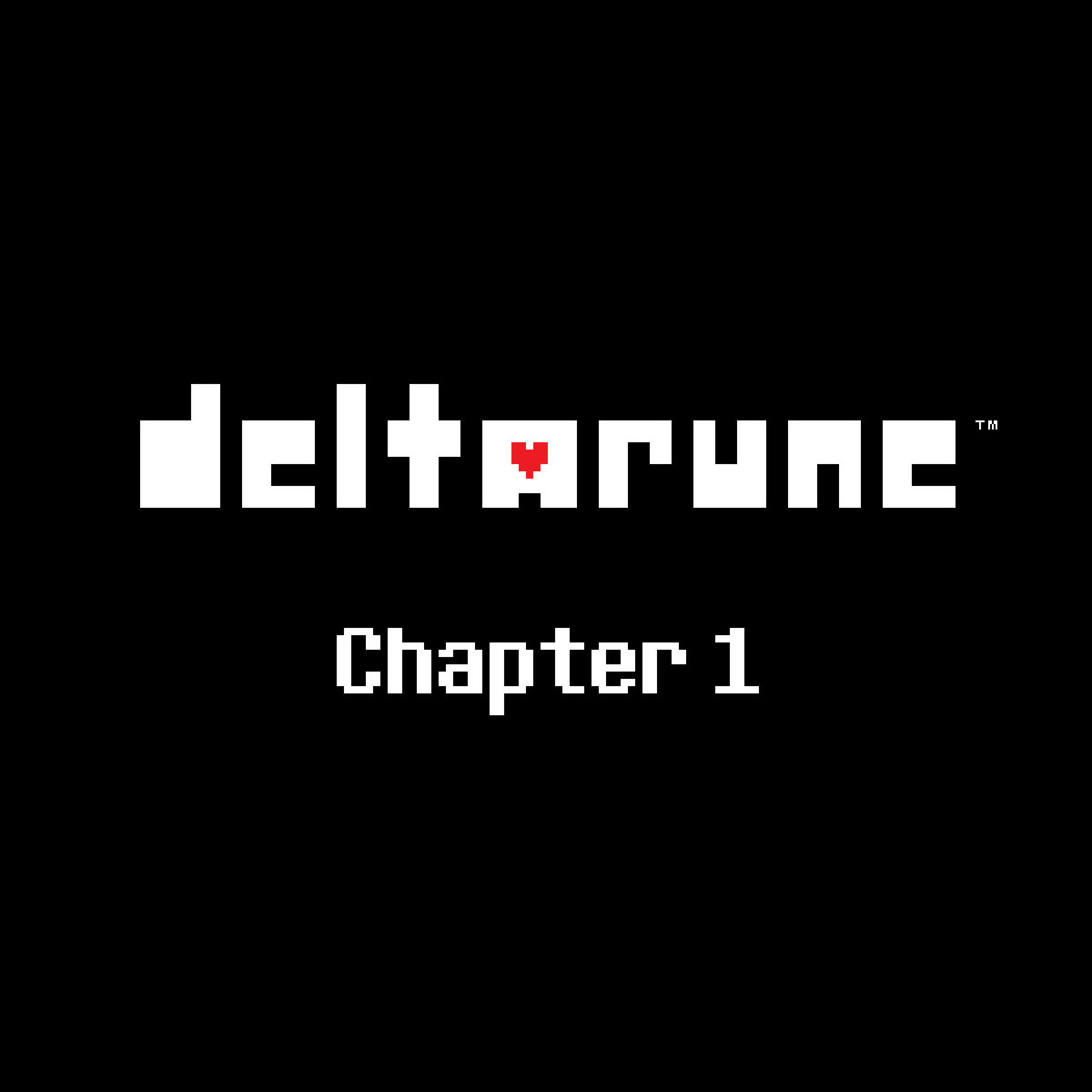
Couverture de la bande-son Deltarune de Toby Fox, 2018.